# Jorge Eslava
Jorge Pablo Eslava Calvo (San Miguel, Lima, 26 de diciembre de 1953) es un escritor, poeta y educador peruano.

## Biografía
Su infancia y adolescencia las pasó en el barrio de Magdalena del Mar, luego vivió veinticinco años en La Punta. En 1971 ingresó a la Universidad Nacional Mayor de San Marcos. Muy joven trabajó en el diario La Prensa, como diagramador y arte finalista; pronto empezó a publicar artículos en la revista infantil Urpi. En 1978 se inició en la docencia como profesor de secundaria en el colegio San José Maristas. Ha sido profesor de primaria y secundaria en diversos colegios; principalmente en Los Reyes Rojos, donde dirigió el sello editorial y la revista El Cabezón. En 1984 publicó el libro - casete "Caballo de madera y otras canciones", junto a los músicos Lilia Romero y Fito Luján; uno de los cancioneros pioneros dirigidos al público infantil.
En 1988, fundó la Editorial Colmillo Blanco; en seis años de actividad editorial publicó alrededor de ciento veinte títulos. Se licenció en Literatura  en la Universidad de San Marcos; más tarde obtuvo la maestría y el doctorado en Literatura en esta casa de estudios. Posteriormente continuó cursos de especialización en Madrid y Lisboa. De regreso al Perú ha enseñado en las universidades Católica Sedes Sapientiae, en el IPP (Instituto Peruano de Publicidad) y en la Universidad de Lima. En esta última condujo el Taller de Narrativa y, asimismo, fundó y dirigió la revista de creación y crítica 'Un vicio absurdo; en la actualidad dirige la revista de humanidades Lienzo.
En 1991 trabajó con comunidades de Cuzco y Puno para elaborar textos de educación primaria, en las áreas de Ciencias Sociales y Ciencias Naturales (Cusco, Ediciones Radda Barnen, 1993 y 1994). Años después convivió con chicos de la calle de alto riesgo para escribir "Navajas en el paladar", su libro más comentado por la crítica. Ha producido textos y enciclopedias escolares; ha dirigido programas de lecturas para maestros de escuela y editado la obra completa del poeta Washington Delgado y del educador Constantino Carvallo. Asimismo ha sido el principal divulgador de la obra del poeta Luis Valle Goicochea, a quien ha dedicado el libro "La pared torcida". En octubre de 2006 escribió para el Consejo Nacional de Educación la versión en cuento juvenil del Proyecto Educativo Nacional al 2021. Durante tres años mantuvo en el suplemento dominical del diario ``El Comercio la página “Libros del Capitán”, la primera columna en el país de reseñas críticas de textos para niños y jóvenes. 
A lo largo de cuarenta años de trayectoria intelectual ha producido libros de diversos géneros y obtenido distinciones nacionales e internacionales. Su obra creativa se ha desplazado cada vez más hacia el ámbito social, abordando temas poco considerados en las escuelas como abuso sexual, deserción escolar, juegos populares o violencia política. A fines de 2022 obtuvo el Premio Casa de la Literatura Peruana 2022; según la entidad del Estado "este reconocimiento celebra su trayectoria de vida dedicada a enriquecer y abrir nuevos caminos para la literatura en el Perú". Ese mismo año, su poemario "Gimnasium" obtuvo el Premio Luces del diario El Comercio. En el 2023 consiguió el Premio a la investigación en el ámbito del libro y la lectura, organizado por el Ministerio de Cultura, gracias a su libro "Mirador de ilusiones. Cuadernos de cine para la educación escolar y el segundo puesto en el Premio Internacional Altazor de novela infantil. Cultiva el deporte y colecciona juguetes populares.

## Publicaciones

### Poesía
- Poemas. Ceremonial de muertes y linajes & De faunas y dioses. Editorial Haraui, 1981.
- Itaca. Ediciones Copé, 1983.
- Voces. Revista Lienzo de la Universidad de Lima, 1986.
- Territorio. Editorial Colmillo Blanco, 1989.
- Las marcas. Poesía reunida. Itaca, Territorio & Escollera. Borrador Editores, 2012.
- Gimnasium. Editorial Colmillo Blanco, 2022.

### Narrativa
- Descuelga un pirata. Editorial Colmillo Blanco & Seglusa Editores, 1995.
- Navajas en el paladar. Ediciones Räda Barnen, 1995 (El Santo Oficio, 2002; Alfaguara, 2007.
- Flor de azufre (textos periodísticos). Ediciones del Instituto Peruano de Publicidad, Lima, 1997.

### Ensayo
- Adolescentes en la ciudad. Una visión de la narrativa peruana del siglo XX. Fondo Editorial de la Universidad Católica Sedes Sapientiae, 2008
- Libro del capitán I. Navegación por la literatura infantil. Editorial Taurus, 2008
- Libro del capitán II. Islas de la literatura infantil en el Perú. Editorial Arsan, 2013
- Jugar a las escondidas. Una invitación para escribir cuentos en la escuela. Ediciones SM, 2013
- Un placer ausente. Apuntes de un profesor sobre la lectura escolar. Lima, Fondo Editorial de la Universidad de Lima, 2013.[1]
- Paisaje de la mañana. Esbozo para un curso de literatura infantil peruana. Lima, Fondo Editorial de la Universidad de Lima, 2017. ISBN 978-9972-45-404-2.[2]
- Zona de encuentro. Lecturas urgentes para educación secundaria. Lima, Fondo Editorial de la Universidad de Lima, 2017.[3]
- Mirador de ilusiones. Cuaderno de cine para educación escolar. Lima, Fondo Editorial de la Universidad de Lima, 2020.

### Literatura infantil y juvenil
- Caballo de madera y otras canciones. Ediciones Los Reyes Rojos, 1984. Ediciones Los Reyes Rojos & Editorial Colmillo Blanco, 1995. Editorial Altea, 2009.
- La niña de la sombra de colores. Editorial Alfaguara, 1997.
- Florentino, el guardador de secretos. Editorial Alfaguara, 1998. Banano, Bilis Publicista, 2005.
- La loca de las bolsas. Editorial Alfaguara, 1999.
- El volador invencible. Editorial Alfaguara, 2000.
- El maromero. Editorial Alfaguara & Inmunice, 2000.
- El papá mago. Editorial Colmillo Blanco, 2001.
- Las torres del castillo. Editorial Alfaguara, 2001.
- Joaquín espadachín. Editorial Panamericana, 2002.
- Cuentos horribles. Editorial Norma, 2002.
- Florentino Supercochino. Editorial Antillana, 2002.
- Leyendas primitivas. Editorial Antillana, 2004.
- Templado. Editorial Alfaguara, 2004.
- Un superhéroe en casa. Editorial Antillana, 2005.
- El Capitán Centella en la persecución del Doctor Deforme. Editorial Alfaguara, 2005.
- El Capitán Centella enfrenta a la Profesora Hierbamala. Editorial Alfaguara, 2005.
- El Capitán Centella en la batalla contra el Comandante Smog. Editorial Alfaguara, 2005.
- La estrella del circo. Editorial Norma, 2005.
- Cuenta bichos. Editorial Alfaguara, 2007.Historias con bigotes. Editorial Norma, 2006.
- El Capitán Centella desinfla al Conde Stromboli. Editorial Alfaguara, 2006.
- El Capitán Centella derrotado por el Rey Toxicom. Editorial Alfaguara, 2006.
- Los cascabeles mágicos. Editorial Antillana, 2007.
- Cuentos horribles + Siete escenas siniestras. Editorial Norma, 2007.
- Cuenta bichos. Editorial Alfaguara, 2007.
- El Capitán Centella vence al Rey Toxicom y a los Archienemigos. Editorial Santillana, 2008.
- Pajaritos en la cabeza. Libro y disco. Editorial Altea, 2008.
- Sol en la escuela. Editorial Alfaguara, 2011.
- La horca del pirata. Editorial Alfaguara, 2010.
- El Barón de la Peste. Editorial Alfaguara, 2011.
- El bar del muerto. Editorial Norma, 2012.
- Las estaciones de Sol. Editorial Alfaguara, 2013.
- El escritor que se equivocaba. Ediciones SM, 2014.
- Clave de Sol. Editorial Alfaguara, 2014.
- Las travesuras de Joaquín. Editorial Panamericana, 2014.
- Animales y plantas. Editorial Pearson Educación, 2015.
- Sol en su piel. Editorial Santillana, 2015.
- Colección Nuno crece. Seis libros álbum. Editorial Norma, 2015.
- Colección Río de cuenta. Tres libros álbum. Editorial Santillana, 2017–2018.
- Sol tan lejos. Editorial Nube de Tinta, 2017.
- Bajo los palos. Editorial Santillana, 2017.
- Florentino Circus. Editorial Alfaguara, 2017.
- Colección Problema & Posibilidad. Seis libros álbum. Editorial Ludo, 2017–2018.
- Evangelina y el unicornio. Editorial Santillana, 2018.
- Paso de cebra. Editorial Alfaguara, 2018.
- Niños del camino. Editorial Lumen, 2018.
- Tres preguntas gigantes . Editorial Planeta, 2018.
- Periodismo de alto vuelo. Editorial Planeta, 2018.
- Ruidos en el sótano. Ediciones SM, 2018.
- Nuno y su dedito / Capitán Nuno. Nuno y su familia / Nuno juega. Nuno canta / Nuno tiene barrio. Colección Nuno crece. Editorial Planeta, 2018.
- El laboratorio del abuelo. Editorial Panamericana, 2019.
- El monstruo de arriba. Editorial Panamericana, 2019.
- Una banca en el parque. Editorial Peisa, 2019.
- La ventana / El parque. Ediciones SM, 2019.
- El árbol y las frutas / Donde viven los zorros.. Ediciones SM, 2019.
- ¡Ah, estos chicos! / De todo te olvidas. Ediciones SM, 2020.
- Valle esperanza. Editorial Panamericana, 2020.
- El misterio del sótano. Ediciones SM, 2020.
- Tiembla la tierra. La gesta de Micaela Bastidas.. Editorial Panamericana, 2021.
- El abuelo está en la luna. Editorial Santillana, 2023.
- Ojo de agua. Editorial Santillana, 2023.
- La candela toda. Editorial Altazor, 2023.
- Los bienes ajenos (crónicas breves y entrevistas). Fondo Editorial de la Universidad de Lima, 2023.
- La última aventura del abuelo. Editorial Peisa, 2023.
- Perro blanco". Editorial Santillana, 2024.
- La carpeta vacía / Flores en el arenal. Colección Problema & Posibilidad. Editorial Santillana, 2024.

### Antología literaria
- Cemento fresco. Cuentos para adolescentes. Editorial Colmillo Blanco, 1987.
- Reino Animal. Poesía peruana. Editorial Colmillo Blanco, 1987. Ediciones Arsan, 2013.
- Libro de los ejemplos. Fábulas universales contemporáneas. Editorial Colmillo Blanco, 1989.
- Sanseacabó. Relatos universales contemporáneos. Editorial Colmillo Blanco, 1989.
- A la hora de los loros. Cuentos latinoamericanos contemporáneos. Editorial Colmillo Blanco, 1989.
- Puro cuento. Cuentos peruanos contemporáneos. Editorial Colmillo Blanco, 1989.
- Los habladores. Narrativa popular universal. Editorial Colmillo Blanco, 1990.
- Cosas del demonio. Cuentos de terror universales. Editorial Colmillo Blanco, 1990.
- La historia contada. Imágenes del Perú. Editorial Colmillo Blanco, 1990. Ediciones Arsan, 2013.
- Amores insoportables. Cuentos universales contemporáneos. (En coautoría con Guillermo Niño de Guzmán). Editorial Colmillo Blanco, 1991.
- Loco Amor. Poesía peruana contemporánea. (En coautoría con Eduardo Chirinos). Editorial Colmillo Blanco, 1992. 2ª ed. Editorial Alfaguara, 2007.
- El cazador de figuras. Antología poética de José María Eguren. Editorial Alfaguara, 2008.
- La mala nota. El colegio en el cuento peruano. Editorial Alfaguara, 2008.
- Palo y astilla. Padres & hijos en el cuento peruano. Editorial Alfaguara, 2009.
- Me gustas tú. Poesía para adolescentes. (En coautoría con Eduardo Chirinos). Editorial Alfaguara, 2010.
- Bien jugado. Letras y pasión en el fútbol peruano. Editorial Aguilar, 2011.
- De la mano I. Hogar y escuela en la poesía peruana. Ediciones SM, 2012.
- De la mano II. Hogar y escuela en la poesía peruana. Ediciones SM, 2013.

### Entrevistas
- La voz oculta. Conversaciones con Carlos López Degregori y Eduardo Chirinos. Lima, Fondo Editorial de la Universidad de Lima, 2016.[4]